# 2015年の国際連合
2015年の国際連合 （2015ねんのこくさいれんごう）では、2015年（平成27年）の国際連合とその関係機関に関する出来事について記述する。

## できごと

### 9月
- 9月25日 - 国際連合総会、持続可能な開発のための2030アジェンダ採択。2000年に策定されたミレニアム開発目標が2015年で終了するため、国際連合が向こう15年間の新たな持続可能な開発の指針として策定。

### 11月
- 11月30日-12月12日 - 第21回気候変動枠組条約締約国会議（COP21）。フランスのル・ブルジェで開催。京都議定書が失効する2020年以降の新たな枠組みについて話し合った。

### 12月
- 12月12日 - パリ協定締結。第21回気候変動枠組条約締約国会議（COP21）の結果、フランスの首都パリで締結された多国間の協定であり、京都議定書が失効する2020年以降の地球温暖化対策を定める。気候変動枠組条約加盟国196カ国すべてが参加する枠組みとしては世界初。

## 周年
- 10月24日 - 国際連合創設から70年。